# Псора
Псòра, още Псòре или Пцòре (на гръцки: Υψηλό, Ипсило, катаревуса: Υψηλόν, Ипсилон, до 1926 година Ψόχωρι, Псохори), е село в Егейска Македония, Гърция, в дем Костур, област Западна Македония.

## География
Селото е разположено в Костурската котловина на 840 m надморска височина, близо до десния бряг на река Бистрица (Алиакмонас), наричана тук Белица, на 7 километра югозападно от демовия център Костур и на 5 западно от Маняк (Маняки).

## История

### В Османската империя
Според статистиката на Васил Кънчов („Македония. Етнография и статистика“) в 1900 година в Псора има 84 жители българи християни.
На Етнографската карта на Битолския вилает на Картографския институт в София от 1901 година Псор е чисто българско село в Костурската каза на Корчанския санджак с 12 къщи.
В началото на XX век цялото население на Псора е под върховенството на Цариградската патриаршия, но след Илинденското въстание, в началото на 1904 година минава под върховенството на Българската екзархия. По данни на секретаря на Екзархията Димитър Мишев („La Macédoine et sa Population Chrétienne“) в 1905 година в Псоре има 120 българи екзархисти. Според Георги Константинов Бистрицки Псеоре преди Балканската война има 13 български къщи.
Според Георгиос Панайотидис, учител в Цотилската гимназия в 1910 година в Псохори (Ψόχωρι) има 12 християнски „българогласни“ семейства.
На етническата карта на Костурското братство в София от 1940 година, към 1912 година Псоре е обозначено като българско селище.

### В Гърция
През войната селото е окупирано от гръцки части и остава в Гърция след Междусъюзническата война. Боривое Милоевич пише в 1921 година („Южна Македония“), че Псохори има 18 къщи славяни християни. В 1926 година селото е прекръстено на Ипсилон.
Жителите произвеждат традиционно жито, тютюн и боб и частично се занимавт със скотовъдство.
По време на Гръцката гражданска война загиват 7 жители на селото, а 32 емигрират в източноевропейските страни. Три деца от селото са изведени от комунистическите части извън страната като деца бежанци.
| Година    | 1913 | 1920 | 1928 | 1940 | 1951 | 1961 | 1971 | 1981 | 1991 | 2001 | 2011 | 2021 |
| --------- | ---- | ---- | ---- | ---- | ---- | ---- | ---- | ---- | ---- | ---- | ---- | ---- |
| Население | 108  | 102  | 121  | 154  | 142  | 124  | 76   | 92   | 92   | 59   | 19   | 16   |